# Germain Nouveau
Germain Marie Bernard Nouveau (31 de julio de 1851 - 4 de abril de 1920) fue un poeta francés del movimiento simbolista. Célebre por su amistad con Arthur Rimbaud y Paul Verlaine.

## Biografía
Fue el mayor de los cuatro hijos de Félicien Nouveau (1826-1884) y Marie Silvy (1832-1858). Germain Nouveau perdió a su madre cuando tenía siete años, por lo que fue criado por su abuelo.
Después de pasar su infancia en Aix-en-Provence y realizar sus estudios primarios en el Lycée Janson de Sailly de París, pensó en hacerse sacerdote. Dio clases en un colegio de Marsella entre 1871 y 1872. Finalmente se instaló en París en el otoño de 1872.
Publicó su primer poema, Soneto de verano, en la revista literaria La Renaissance artistique et littéraire de Émile Blémont y conoció a Mallarmé y a Jean Richepin, que por ese entonces se reunían en el café Tabourey.
Comenzó a frecuentar el Círculo de los poetas Zúticos, donde conoció a Charles Cros, con quien colaboró en la redacción de Dixains réalistes, un libro en el que se burlaban de los parnasianos. Gracias a Cros, descubrió los poemas que Paul Verlaine y Arthur Rimbaud habían escrito en el Álbum Zútico, y también se enteró de que los dos poetas habían abandonado París desde julio de 1872.

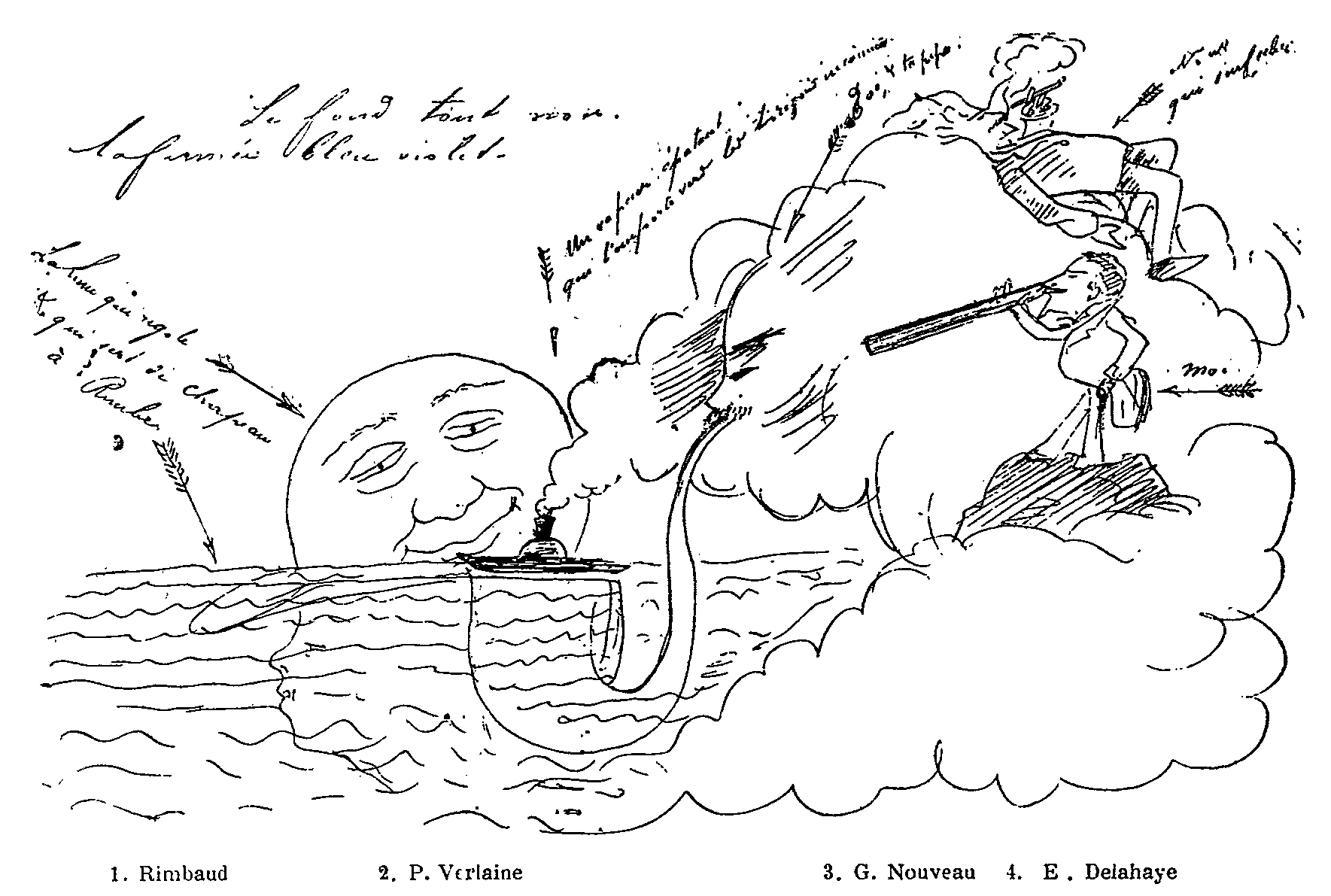
Dibujo de Arthur Rimbaud, Paul Verlaine, Germain Nouveau, Ernest Delahaye.

A finales de 1873, se encontró con Rimbaud en el café Tabourey y, en marzo de 1874, partieron juntos a Inglaterra, hospedándose en Londres, en el 178 de la calle Stamford. Nouveau ayudó a Rimbaud en la transcripción de las Iluminaciones, pero finalmente regresó solo a París en junio del mismo año.
Luego viajó a Bélgica y a los Países Bajos. En 1875, en Bruselas, recibió de Verlaine el manuscrito de las Iluminaciones que Rimbaud, entonces en Stuttgart, envió a Nouveau para que los publicara. Nouveau regresó a Londres, donde entabló amistad con Verlaine, permaneciendo los dos como amigos por mucho tiempo.
Se convirtió en profesor de dibujo en la Universidad Bourgoin en el departamento de Isère, luego en el colegio Janson de Sailly en París, donde fue víctima, en plena clase, de una crisis de locura en 1891. A causa de esto tuvo que ser internado en el hospital Bicêtre, del que salió luego de varios meses de encierro. Atravesó después varias crisis más de locura cercana a la alienación, lo que lo llevó a emprender una vida de peregrino, inspirándose en san Benito Labre. 
Luego de varios años de errar, donde hizo dos perigrinaciones a Roma y una al Camino de Santiago, regresó en 1911 a su ciudad natal, donde murió entre el Viernes Santo y el domingo de pascua de 1920.
Sus poesías fueron publicadas en su gran mayoría luego de su muerte, puesto que Nouveau siempre se opuso a su publicación mientras estaba con vida —llegó incluso a poner una demanda cuando se publicó su libro Saber amar, primera versión de su Doctrina del Amor—. 
Ejerció una gran influencia sobre el surrealismo, en especial sobre Louis Aragon, quien dijo que Nouveau «no es un poeta menor. No es un imitador de Rimbaud: pues se le compara».

## Obras
- Primeros versos (1872-1878)
- «Notes parisiennes» (1874)
- Dixains réalistes (1876)
- «Sonnets du Liban» [1885] (1956)
- Savoir aimer (1904)
- Les poèmes d'Humilis (1910)
- Ave Maris Stella (1912)
- Últimos versos (1885–1918)
- Valentines et autres vers (1922)

## Traducciones al español
- Saber amar: poemas de amor, devoción y bohemia (2015). Edición, traducción y notas de Pedro José Vizoso.